# Agresiunea pe Internet

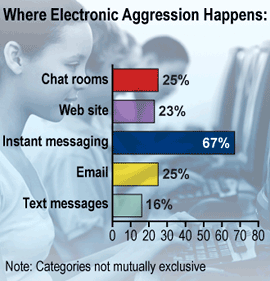
Mijloace folosite în SUA pentru exercitarea agresiunilor pe Internet,
(conform unei statistici din 2011)

Agresiunea pe Internet, numită și agresiune online sau cyberbullying, este hărțuirea cu ajutorul calculatorului sau a telefonului mobil. Hărțuirea are loc pe bloguri, pagini personale, forumuri, e-mail, SMS, MMS, agresiunea având uneori loc prin încărcarea unor poze sau imagini video pe Internet fără a ține cont de dreptul la viața privată a victimei.  

## Tipuri de agresiune

### Agresorul se dă drept victimă a hărțuirii
Organizația „Stop Cyberbullying” (2008) arată că, printre altele, agresiunea online poate începe prin faptul că agresorul se dă drept victima. Accesând ilegal contul victimei (accesarea contului nu poate avea loc decât dacă agresorul cunoaște parola), agresorul trimite mesaje injurioase celor de pe lista de contacte ale victimei, creând probleme între victimă și aceștia. Schimbând apoi parola, agresorul împiedică victima de a mai intra pe cont(Facebook). O altă metodă folosită de agresor este de a deschide un cont în numele victimei și de a-l folosi pretinzând că este victima. Păstrarea secretă a parolei chiar și față de cei mai apropriați prieteni este de aceea absolut necesară. 

### Agresiune pe site-uri web
Agresiunea poate avea loc prin diferite metode:
Site-uri de ură: Agresorul creează un „site de ură” pentru a hărțui un individ. Acest lucru poate însemna publicarea unor poze sau videouri care arată victima în situații jenante. Sau site-uri unde se votează cine este cel mai/cea mai urât(ă) etc. 
Grupuri de ură: Astfel de grupuri apar uneori pe Facebook sau pe alte rețele sociale. Grupurile au în comun faptul că urăsc un grup întreg de oameni. Chiar dacă adminstratorul sitului anulează contul, agresorul deschide alt cont pe care continuă agresiunea.

### Agresiune cu ajutorul telefonului mobil

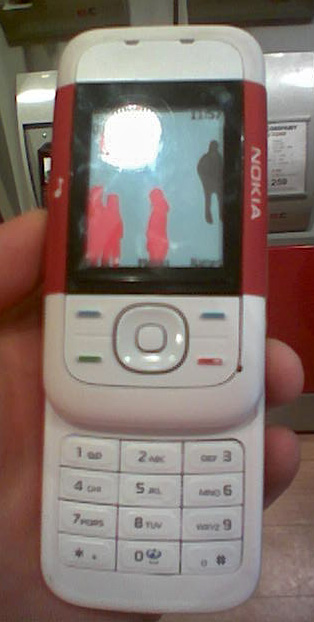
Unii elevi fac baie la școală cu costum de baie, de frică să nu fie filmați pe ascuns.

Cea mai des folosită metodă este trimiterea mesajelor cu conținut jignitor. Conținutul poate fi verbal sau imagini.

### Agresiune pe bloguri

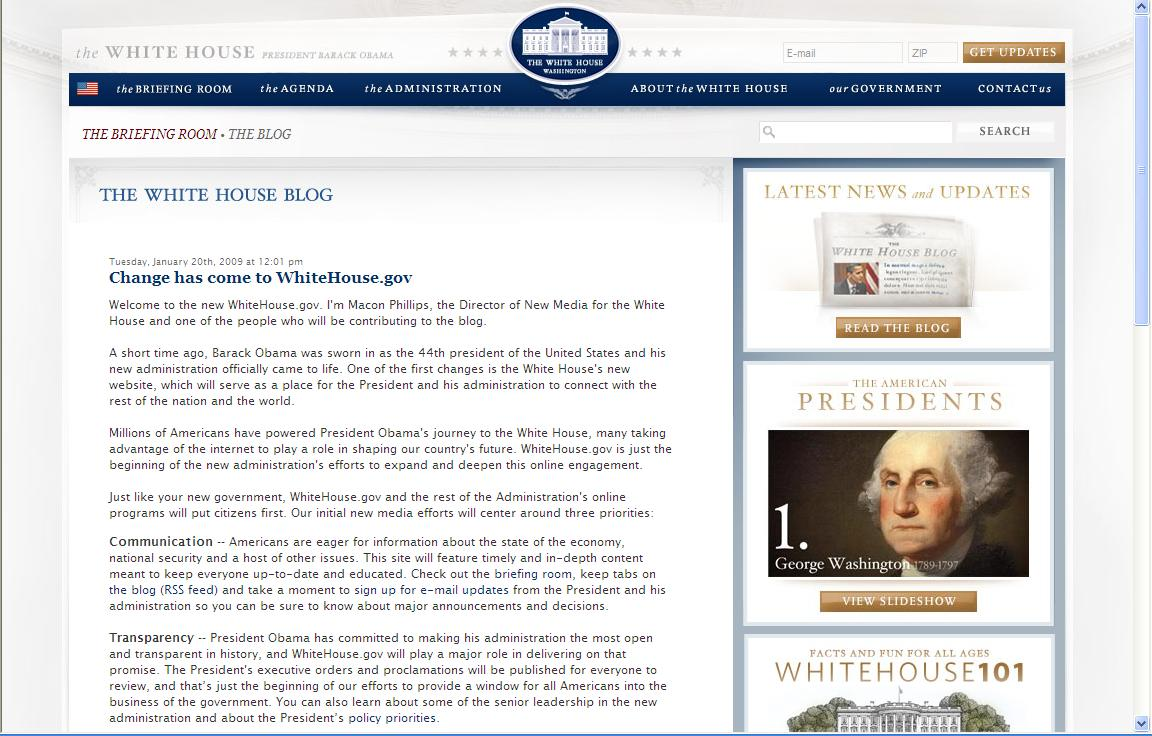
Blog (exempu)

Agresorul scrie comentarii cu conținut injurios la adresa victimei.

### Agresiune prin votare pe Internet
Cine este cel/cea mai frumo(a)s(ă) sau cel/cea mai urât(ă)? Astfel de întrebări sunt exemple de agresiune online.

### Reguli de precauție pentru copii

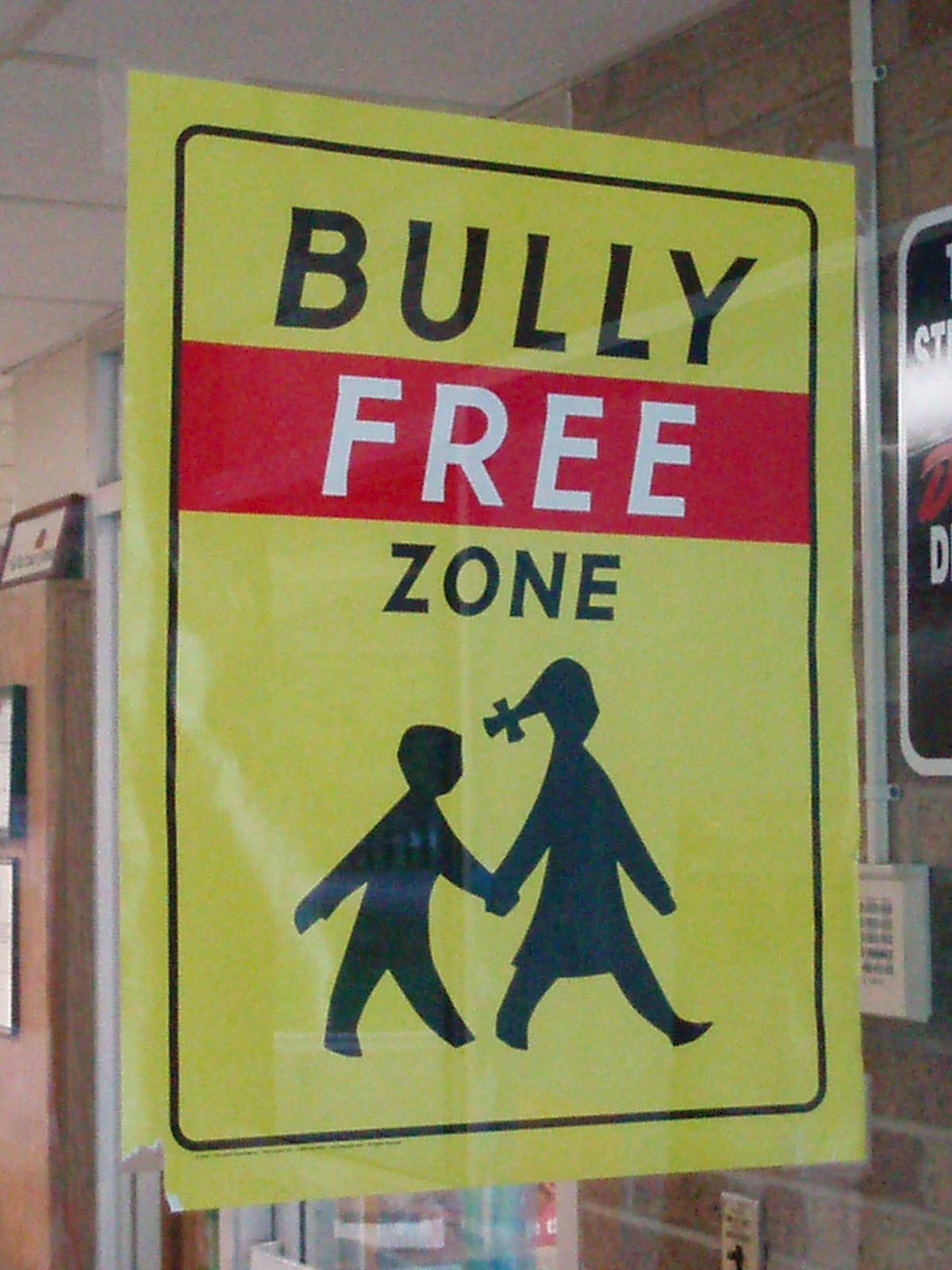
Zonă fără agresiune

10 reguli de comportament online de pe situl norvegian Barnevakten.no):
- 1. Fii onest și politicos
- 2. Gândește-te bine la ceea ce scrii
- 3. Respectă persoanele de altă etnie sau rasă și pe cei care au alt mod de viață
- 4. Respectă legea țării proprii și legea țării unde se află corespondentul
- 5. Respectă drepturile de autor, indiferent dacă este vorba de text, imagini, sunet sau software
- 6. Nu trimite materiale pornografice, cu conținut violent, rasist sau blasfemic
- 7. Respectă-i pe ceilalți utilizatori
- 8. Fii chibzuit în cheltuirea banilor online
- 9. Raportează ilegalitățile pe care le observi
- 10. Nu uita că și alți copii folosesc forumuri etc.

## Efecte nocive
Cercetările au demonstrat o serie de consecințe grave ale victimizării hărțuirii cibernetice. Victimele pot avea o stimă de sine mai scăzută, o idee suicidară crescută și o varietate de răspunsuri emoționale, inclusiv să fie speriate, frustrate, furioase și deprimate. Hărțuirea cibernetică poate fi mai dăunătoare decât hărțuirea tradițională, deoarece nu se poate scăpa de el. Unul dintre cele mai dăunătoare efecte este că o victimă începe să evite prietenii și activitățile, care este adesea chiar intenția agresorului.
Campaniile de hărțuire cibernetică sunt uneori atât de dăunătoare încât victimele s-au sinucis. Există cel puțin patru exemple în Statele Unite în care agresiunea cibernetică a fost legată de sinuciderea unui adolescent. Sinuciderea lui Megan Meier este un exemplu care a dus la condamnarea autorului adult al atacurilor. Holly Grogan s-a sinucis sărind de pe un pod lângă Gloucester, în Marea Britanie. S-a raportat că un număr dintre colegii ei de școală au postat o serie de mesaje de ură pe pagina ei de Facebook.